# Орден Заслуг (Египет)
Орден Заслуг (араб. وسام الاستحقاق‎), орден Республики Египет, предназначенный для награждения граждан за заслуги на гражданском и военном поприще.

## История
Орден Заслуг был учрежден указом № 528 в 1953 году. В 1972 году указом № 12 статут ордена был дополнен новыми положениями.

## Степени
- Кавалер большой ленты — знак ордена на чрезплечной ленте со звездой на левой стороне груди.
- Гранд-офицер — знак ордена на шейной ленте со звездой на левой стороне груди
- Командор — знак ордена на шейной ленте.
- Офицер — знак ордена на нагрудной ленте с розеткой на левой стороне груди.
- Кавалер — знак ордена на нагрудной ленте на левой стороне груди.

| Орденские планки |        |          |              |                       |
| Кавалер          | Офицер | Командор | Гранд-офицер | Кавалер Большой ленты |

## Описание
Знак ордена представляет собой десятиконечную звезду, где чередуясь пять лучей состоят из пучка разновеликих позолоченных двугранных лучиков, а пять из пучка разновеликих серебряных лучиков с бриллиантовой огранкой. В центре пятигранная орнаментальная накладка синей эмали с круглым медальоном в центре. В медальоне синей эмали с десятигранной каймой белой эмали надпись на арабском языке.
При помощи переходного звена в виде государственного герба Египта знак крепится к орденской ленте.
Звезда ордена аналогична знаку.
Лента ордена красного цвета с чёрной тонкой и широкой белой полосками по краям.